# LaShawn Daniels
Pour les articles homonymes, voir Daniels.
LaShawn Ameen Daniels (né le 28 décembre 1977 à Newark (New Jersey) et mort le 4 septembre 2019) est un parolier américain, connu pour son travail avec Rodney Jerkins, producteur et compositeur de musique RnB.

## Biographie
LaShawn Daniels est né à Newark (New Jersey, États-Unis) le 28 décembre 1977. 
Il a écrit plusieurs chansons avec Jerkins telles que The Boy Is Mine de Brandy Norwood et Monica, Say My Name et Lose My Breath de Destiny's Child, You Rock My World de Michael Jackson, It's Not Right but It's Okay de Whitney Houston, Tell Me (en) de Melanie B, If You Had My Love de Jennifer Lopez, Can't Leave 'em Alone de Ciara et Telephone de Lady Gaga.
Il a remporté un Grammy Award de la chanson de l'année RnB en 2001 pour son travail de composition pour Say My Name du groupe Destiny's Child. Il a également été nommé dans la même catégorie en 2014 pour Love and War interprétée par Tamar Braxton.
Il meurt le 3 septembre 2019 à l'âge de 41 ans, à la suite d'un accident de voiture en Caroline du Sud.